# Ao Vivo (álbum de Victor & Leo)
Ao Vivo é o primeiro álbum ao vivo da dupla sertaneja Victor & Leo, gravado no dia 7 de setembro de 2005 no Avenida Clube, em São Paulo, em formato acústico, e lançado em junho de 2007 pela Sony BMG, sendo o primeiro lançamento da dupla pela gravadora.
Seu repertório é composto pelas inéditas "Sinto Falta de Você", "Jogo da Vida", "Lembranças de Amor" e "Chuva de Bruxaria", sucessos já conhecidos pelo público na voz de outros artistas, como "Quem de Nós Dois", "Telefone Mudo", "60 Dias Apaixonado" e "Fazenda São Francisco", além de canções do álbum anterior, Vida Boa. O álbum produziu os primeiros singles de sucesso da dupla, como "Fada", "Vida Boa" e "Amigo Apaixonado".

## Faixas
Todas as faixas escritas e compostas por Victor Chaves, exceto onde indicado. 
| N.º | Título                                         | Compositor(es)                                                        | Duração |  |
| 1.  | "Sinto Falta de Você"                          |                                                                       | 3:25    |  |
| 2.  | "Quem de Nós Dois (La mia storia tra le dita)" | Gianluca Grignani e Massimo Luca (versão: Ana Carolina e Dudu Falcão) | 4:25    |  |
| 3.  | "Fada"                                         |                                                                       | 3:45    |  |
| 4.  | "Telefone Mudo"                                | Franco e Peão Carreiro                                                | 2:53    |  |
| 5.  | "Jogo da Vida"                                 |                                                                       | 3:21    |  |
| 6.  | "60 Dias Apaixonado/Fazenda São Francisco"     | Darci Rossi e Constantino Mendes / Paraíso e Jesus Belmiro            | 5:29    |  |
| 7.  | "O Granfino e o Caipira"                       |                                                                       | 3:39    |  |
| 8.  | "Vida Boa"                                     |                                                                       | 3:05    |  |
| 9.  | "Amigo Apaixonado"                             |                                                                       | 3:34    |  |
| 10. | "Arapuca"                                      | Solevante, Itamaracá e Mangabinha                                     | 3:04    |  |
| 11. | "Lembranças de Amor"                           |                                                                       | 3:48    |  |
| 12. | "Chuva de Bruxaria"                            |                                                                       | 2:32    |  |
| 13. | "Meu Eu em Você"                               | Paula Fernandes                                                       | 4:16    |  |
| 14. | "O Cuidador do Fogo"                           |                                                                       | 2:53    |  |
| 15. | "Milonga para as Missões" (instrumental)       |                                                                       | 3:19    |  |

## Músicos
- Luciano Passos: acordeon
- Marcelo Castelli: violão
- Vitor Cabral: percussão